# Asimbonanga

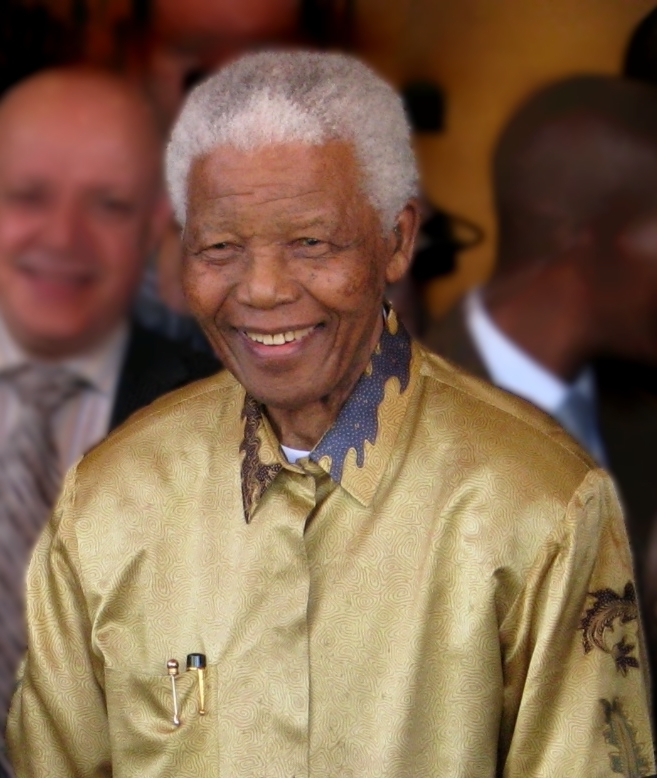
"Asimbonanga"의 헌정 대상인 넬슨 만델라.

Asimbonanga는 1987년 남아프리카 공화국의 흑백 통합 밴드 사부카의 노래이다. 앨범 《Third World Child》(제3세계 아이)에 수록되었다. 노래가 발표될 당시 로벤섬에 수감되어 있던 넬슨 만델라를 비롯한 아파르트헤이트 반대 활동가들을 위해 헌정되어 Asimbonanga (Mandela)로도 알려졌다. 아파르트헤이트 반대 운동이 진행되던 동안 큰 호평을 받았고 존 바에즈와 소웨토 성가단을 비롯한 많은 음악인들이 커버하였다.

## 배경, 가사, 구성
1948년 남아프리카는 아프리카너의 국민당이 집권하였다. 흔히 보어인이라 불리는 네덜란드계를 중심으로한 남아프리카 공화국 백인의 독점적 정치 권력을 구축하고 이후 46년 동안 집권한 국민당은 제도적으로 흑인을 차별하는 아파르트헤이트 제도를 시행하였다. 사부카는 3명의 남아프리카 흑인과 3명의 백인으로 구성된 인종 통합 밴드로, 1985년 밴드 줄루카의 맴버들에 의해 결성되었으며 종종 남아프리카 최초의 인종 통합 밴드로 불린다. 그러나 그룹의 리더였던 자니 클레그는 자신들이 최초는 아니라고 말하였다. 사부카는 줄루어로 "각성"을 뜻하는 말로 줄루족 전통과 켈트 음악, 록 음악을 혼합한 음악을 연주하여 남아프리카 공화국의 흑인과 백인 모두에게 인기를 얻었다.
1962년 남아프리카 흑인 지도자 넬슨 만델라가 로벤섬에 수감되었다. Asimbonanga가 만들어진 1987년 당시에도 만델라는 여전히 수감중이었다. 노래는 만델라를 비롯하여 1980년 피터 가브리엘이 발표한 Biko의 주인공 스티브 비코, 1985년 총격을 받고 사망한 아파르트헤이트 반대 활동가 빅토리아 먹센지, 1982년 아파르트헤이트 실행 기관에 의해 사망한 닐 아게트 등을 호명한다. 노래는 죽은 이를 추모하는 만가 형식을 채용하였고 줄루어 합창부와 영어로 부른 구절이 포함되어 있다. 줄루어 노래 제목인 Asimbonanga는 "우리는 그를 볼 수 없었다" 또는 "우리는 그를 보지 못했다"의 뜻을 지니며 "박해 받는 남아프리카의 상징"을 나타낸다. 노래는 자이브 리듬을 기반으로 정치적 가사를 담고 있는데, 1976년 소웨토 항쟁 이후 남아프리카 음악의 경향을 보여준다. 이러한 양식은 당시 "타운쉽 자이브", "타운쉽 소울", "버블검" 등으로 불렸다.

## 음반, 리셉션 및 공연
사부카는 1987년 음반 《Third World Child》를 발표하면서 두 번째 곡으로 Asimbonanga를 실었다. 수록곡들은 자니 클레그가 작곡하였다. Asimbonanga는 프랑스에서 큰 인기를 누려 싱글 차트 2위에 올랐다. Asimbonanga는 가장 널리 알려진 아파르트헤이트 반대 노래 가운데 하나가 되었으며 통합민주전선의 공식 기념가로 채택되었다. Asimbonanga는 클레그가 작곡한 "가장 놀라운 세 곡" 중 하나로 꼽힌다. 음악 잡지 《더 클라이시스》는 "넬슨 만델라에 대한 아름다운 성가"라고 평하였고, 음악 학자 데이비트 코플랜은 "잊히지 않을 찬가"라고 불렀다. 노래가 발표될 당시 남아프리카 공화국은 여전히 아파르트헤이트가 시행되고 있었기 때문에 만델라와 비코를 비롯한 활동가들에게 헌정된 이 노래는 경찰의 진압 대상이 되었다. 경찰은 콘서트를 습격하고 밴드와 관객을 반복적으로 체포하였다. 클레그는 이전부터 줄루족 전통 음악에 대한 관심을 가지고 있었고 줄루 음악가 시포 머추누와 협업하여 정부의 탄압을 받은 적이 있었다. 남아프리카 국민당 정부는 Asimbonanga를 금지곡으로 지정하였다.
존 바에즈는 아파르트헤이트 반대 운동에 연대하는 의미에서 Asimbonanga를 커버하여 자신의 앨범에 수록하였다. 바에즈는 자신만의 스타일로 이 노래를 불렀지만, 배경에 남아프리카 출신의 음악가 카이퍼스 세멘냐가 편곡한 전통 음악 백보컬을 깔았다. 이 트랙으로 바에즈는 그래미상 후보에 올랐다. 또 다른 주목할 만한 커버로 2013년 플래시몹으로 공연한 소웨토 성가단의 커버가 있다. 2008년 런던에서 열린 넬슨 만델라 90세 생일 기념 콘서트에서 클레그, 바에즈, 소웨토 성가단이 함께 Asimbonanga를 불렀다. 1999년 클레그의 공연에서 이제는 남아프리카의 전임 대통령이 된 만델라가 직접 무대에 올라 노래에 맞추어 춤을 추었다. 노래가 끝난 후 만델라는 "내가 세상과 평화를 이루게 하는 것은 음악과 춤"이라고 말하고 밴드에게 다시 연주해 달라고 요청하였다. 이 트랙은 10명의 다른 음악가의 작품이 포함된 《Sounds from Soweto》 에 포함되어 있다.